# Mijnbouwarcheologie
Mijnbouwarcheologie (Duits: Montanarchäologie) is een tak van de archeologie die zich bezighoudt met het onderzoek van de mijnbouwactiviteiten van het verleden.
Er worden oude mijngangen onderzocht om een beeld te krijgen van hoe deze gangen aangebracht zijn en er wordt gezocht naar sporen van het gedolven erts (of andere grondstof). Het erts kan verder onderzocht worden op samenstelling qua mineralen, elementen en isotopen en dit mogelijk gerelateerd aan andere archeometallurgische vondsten. De isotoopsamenstelling van het element lood bijvoorbeeld verschilt van plaats tot plaats en dit kan gebruikt worden om de mogelijke bron van herkomst van voorwerpen te achterhalen of juist uit te sluiten. Eventueel achtergelaten mijnhout kan onderzocht worden voor een datering via dendrochronologie of resten houtskool met C14-datering.
Het verrichten van mijnbouwarcheologie in het veld vereist een goede fysieke conditie omdat er met zwaar toebehoor gesjouwd moet worden in vaak nauwe en glibberige mijngangen. Ook vereist het een aanzienlijke ploeg mensen die goed weten wat ze aan het doen zijn om de veiligheid in acht te houden.

## België en Nederland
Ook in Nederland bestaat al geruime tijd belangstelling voor dit type onderzoek. De gemeente Valkenburg stelde in 2011 zijn raadszaal en een subsidie ter beschikking van het 6e Internationaal Symposium over Mijnbouwarcheologie en de deelnemers bezochten een aantal plaatselijke groeves. Mijnbouwarcheologie beperkt zich niet tot de winning van metaalertsen, ook vuursteen was lang een begeerde grondstof. Het onderzoek aan de vuursteenmijnen van Rijckholt en Valkenburg is een goed voorbeeld van deze subdiscipline en hetzelfde kan gezegd worden van de Neolithische vuursteenmijnen in Spiennes in België.

## Duitsland
Het Deutsche Bergbau-Museum Bochum is al sinds 1942 betrokken bij dit type onderzoek.